# Mer om oss barn i Bullerbyn
Pour les articles homonymes, voir Merom (homonymie).
Pour plus de détails, voir Fiche technique et Distribution.
Mer om oss barn i Bullerbyn (littéralement en français : Plus sur les enfants du village de Bullerbyn) est un film suédois réalisé par Lasse Hallström, sorti au cinéma en Suède en 1987. 
C'est un long métrage en prises de vues réelles, adapté des fictions radiophoniques et des livres de l'auteur suédois Astrid Lindgren. Il fait suite à Les Enfants du village de Noisy.

## Fiche technique
- Titre original : Mer om oss barn i Bullerbyn
- Réalisation : Lasse Hallström
- Scénario :
- Photographie :
- Montage :
- Musique :
- Pays d'origine :  Suède
- Langue : Suédois
- Format : couleur
- Son : Dolby
- Durée : 89 minutes
- Date de sortie :
  - Suède : 5 septembre 1987

## Distribution
- Linda Bergström (sv) : Lisa (även berättarröst)
- Henrik Larsson (sv) : Bosse
- Crispin Dickson Wendenius (sv) : Lasse
- Ellen Demérus (sv) : Britta
- Anna Sahlin : Anna
- Tove Edfeldt (en) : Kerstin
- Harald Lönnbro (sv) : Olle
- Sören Petersson : Norrgårds-Erik
- Ann-Sofie Knape : Norrgårds-Greta
- Ingwar Svensson : Mellangårds-Anders
- Elisabeth Nordkvist (sv) : Mellangårds-Maja
- Bill Jonsson : Sörgårds-Nisse
- Catti Edfeldt (sv) : Sörgårds-Elin
- Louise Raeder (sv) : pigan Agda
- Peter Dywik (sv): drängen Oskar
- Sigfrid Eriksson : farfar
- Nina Englund : Nanna
- Olof Sjögren (sv) : skomakare Snäll
- Ewa Carlsson (sv) : lärarinnan
- Britt Sterneland : moster Jenny